# 朽網鑑康
朽網 鑑康（くたみ あきやす）は、戦国時代から安土桃山時代にかけての武将。大友氏の家臣。法名は宗暦（そうれき）。

## 略歴
大友氏一族入田氏の入田親廉（ちかかど、表記は親門とも）の次男。大友義鑑より偏諱を賜り、最初は入田鑑康、後に、朽網親満の謀反により絶えていた大友氏譜代の藤原姓古庄氏嫡流の朽網氏を継いで朽網鑑康と名のる。天文19年（1550年）の二階崩れの変の際に義鑑や兄親誠が亡くなったが、鑑康は義鑑の跡を継いだ義鎮（宗麟）に引き続き仕え、永禄12年（1569年）からは大友氏の加判衆を務める。門司合戦、菊池義武、秋月文種、土持親成、立花鑑載等の討伐に出陣。永禄12年（1569年）の多々良浜の戦いでは一萬田鑑実親子と共に毛利方の乃美宗勝、桂元重を撃退した。天正6年（1578年）、日向国耳川の戦いでは、志賀親守と共に肥後国方面軍の総大将を勤める。
天正12年（1584年）から天正13年（1585年）まで、立花道雪と高橋紹運と志賀親守ら大友軍と共に筑後遠征に参戦し、龍造寺・筑紫連合軍を撃破した。
天正14年（1586年）の豊薩合戦の際は、既に隠居の身で病床にあった。居城山野城の支城・三船城を固めはじめたものの、兵が降伏しようとしたことに激怒、病をおして戦いに臨んだ。しかし三船城を守っていた嫡子鎮則は山野城へ撤収。共に篭城したものの、病死した。一説には、和睦を考えた鎮則の態度に憤って死んだともいう。

## キリシタンになりたかった鑑康
鑑康は宣教師らの教えを聞き、嫡子鎮則と共にキリシタンになろうとしたが、一族と菩提寺の僧侶の猛反発にあい、断念した。代わりに家督に関係がうすい次男と三男（四男もいたとされる）を入信させた。さらに自分の領地の布教活動を許可し領民300人が入信した。このことは歴史の教科書の資料集に時折出てくる。さらに朽網家の家老2人もキリシタンとなった。鑑康、鎮則親子はキリシタン信者がもつコセッタという玉をいつも持っていたことが宣教師の記録にある。このことは日本側の資料には書かれていない。
鑑康の墓は、久住町大字有氏字岳麓寺2915にあり、碑銘は「朽網領主 救民三河守藤原鑑康公」とあり、墓の管理者は古庄姓である。